# Tomasz Smolicz
Tomasz Smolicz (ur. 1933 w Kutnie, zm. 20 listopada 2022) – polski pilot komunikacyjny, kapitan w PLL LOT, doktor inżynier, specjalista z zakresu wpływu czynnika ludzkiego w lotnictwie, autor i współautor książek oraz artykułów naukowych, literat lotniczy.

## Życiorys
Urodził się w Kutnie i tam uczęszczał do gimnazjum. Zaczął latać na szybowcach w wieku 14 lat. Praktyczne szkolenie na szybowcu SG-38 odbył w sierpniu 1947 w szkole szybowcowej nad jeziorem Nider (później nazwane Jeziorem Kwiecko) w Nowym Młynie koło Żydowa (ok. 30 km na południe od Sławna) w województwie szczecińskim. W kolejnym roku latał na kielecczyźnie w szkole szybowcowej w Polichnie koło Chęcin na szybowcach SG-38 i Grunau Baby II, jako junak hufca lotniczego paramilitarnej Służby Polsce. Pod koniec lata 1956, na lotnisku w Strzebielinie, przeszkolił się na szybowcu Czapla w grupie instruktora Andrzeja Pazio.
Zdał maturę w Warszawie w 1949, po czym rozpoczął studia inżynierskie na Wydziale Lotniczym Wyższej Szkoły Budowy Maszyn i Elektrotechniki im. H. Wawelberga i S. Rotwanda. W roku akademickim 1952/53 uzyskał dyplom inżyniera na Politechnice Warszawskiej. Pracował w Instytucie Lotnictwa WSK Okęcie, a potem związany był z Inspektoratem Kontroli Cywilnych Statków Powietrznych Warszawa (KCSP).
Po odwilży 1956 roku latał sportowo w Aeroklubie Warszawskim. Szkoląc się na samolocie Ił-14 rozpoczął pracę dla PLL „Lot”. To szkolenie lotnicze opisała polska ilustrowana prasa fachowa. Tygodnik „Skrzydlata Polska” zamieścił artykuł z fotografiami, z anonsem na pierwszej stronie okładki. Nauka trwała od grudnia 1963 do czerwca 1964 roku. W Polskich Liniach Lotniczych „Lot” w Warszawie Tomasz Smolicz szkolił się i pracował do 1993 zostając pilotem instruktorem. W PLL „Lot” był również kierownikiem Oddziału Metodyki Latania.
Pilotował samoloty Po-2/CSS-13, LWD Junak, Zlin, Ił-14, Ił-18, Ił-62/62M, Boeing 767. Po raz pierwszy poleciał jako kapitan komercyjnego statku powietrznego na trasie Warszawa – Poznań – Warszawa w dniu 3 czerwca 1966 roku. Jako pilot legitymował się ponad dwudziestoma tysiącami godzin nalotu.

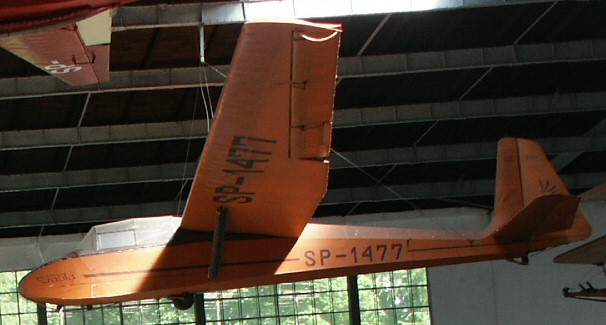
SZD-10 Czapla
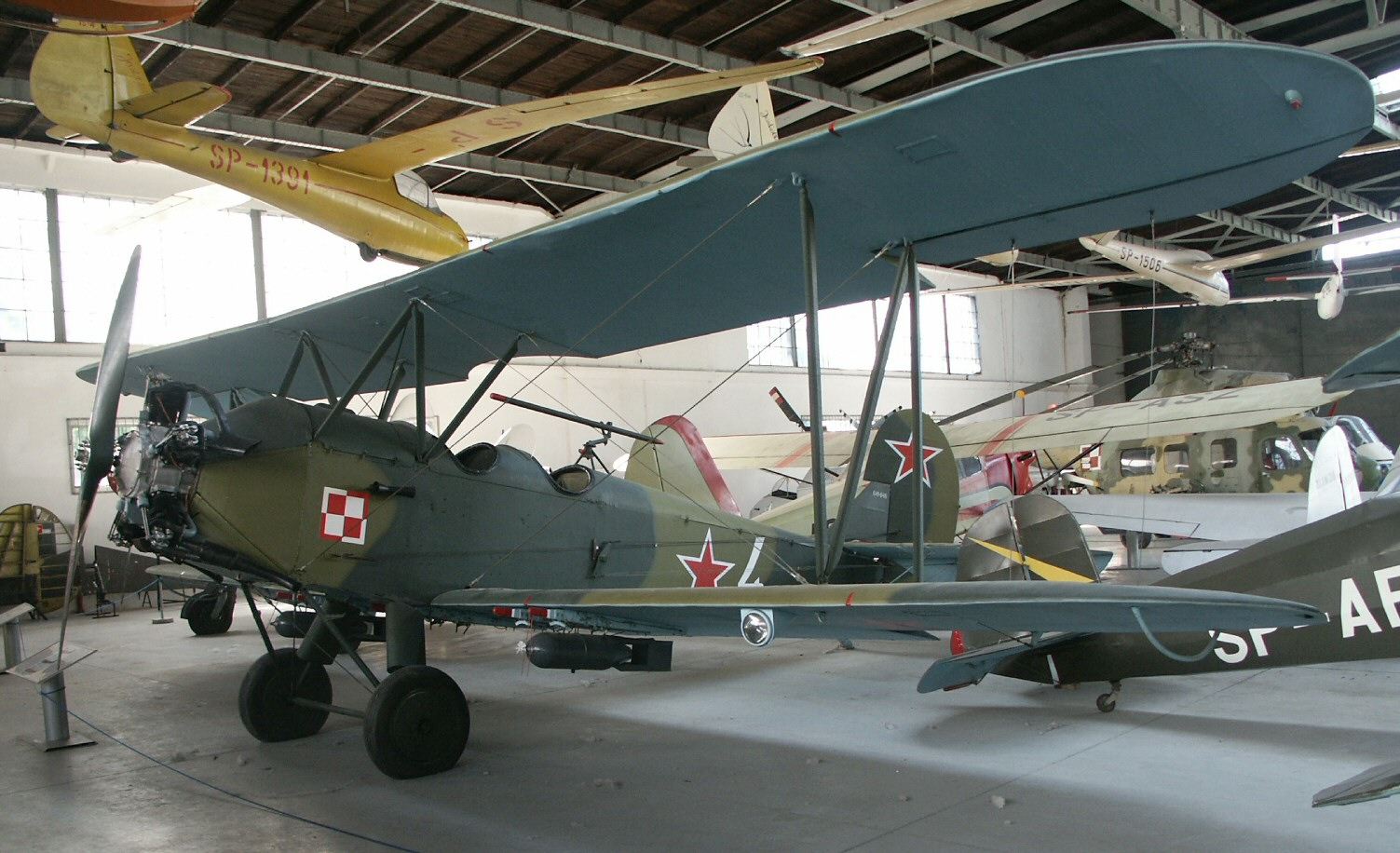
Po-2/CSS-13
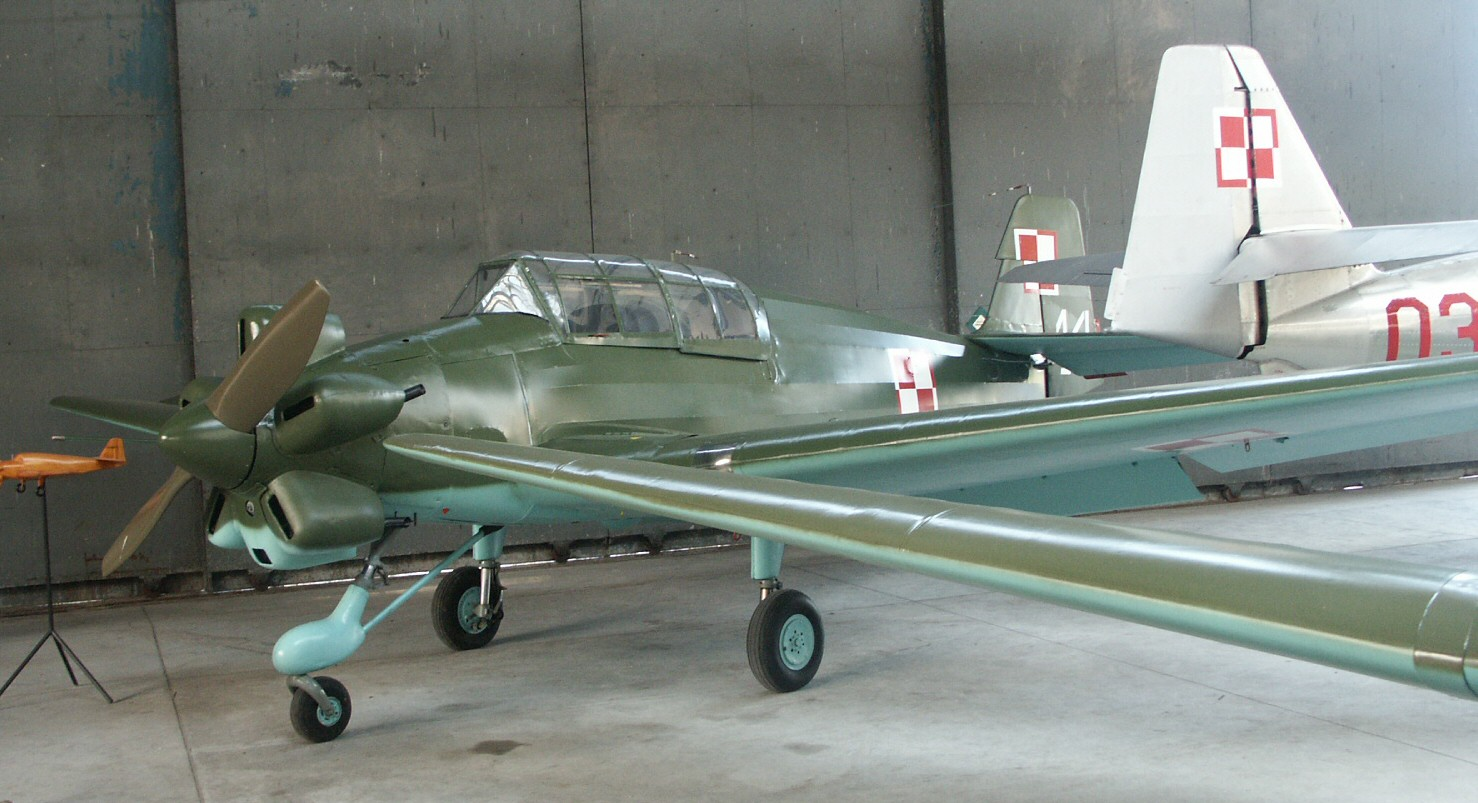
LWD Junak-3
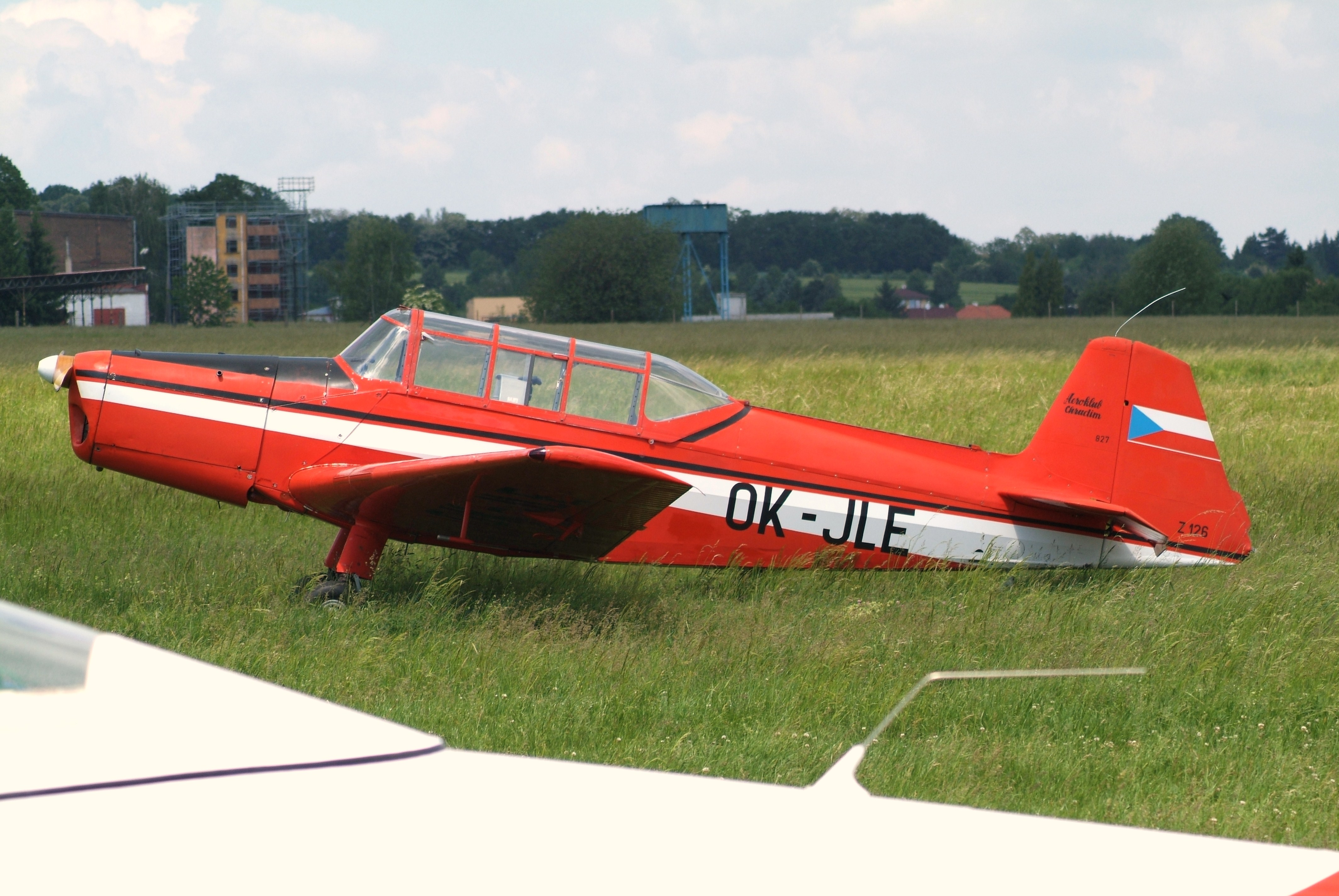
Zlin
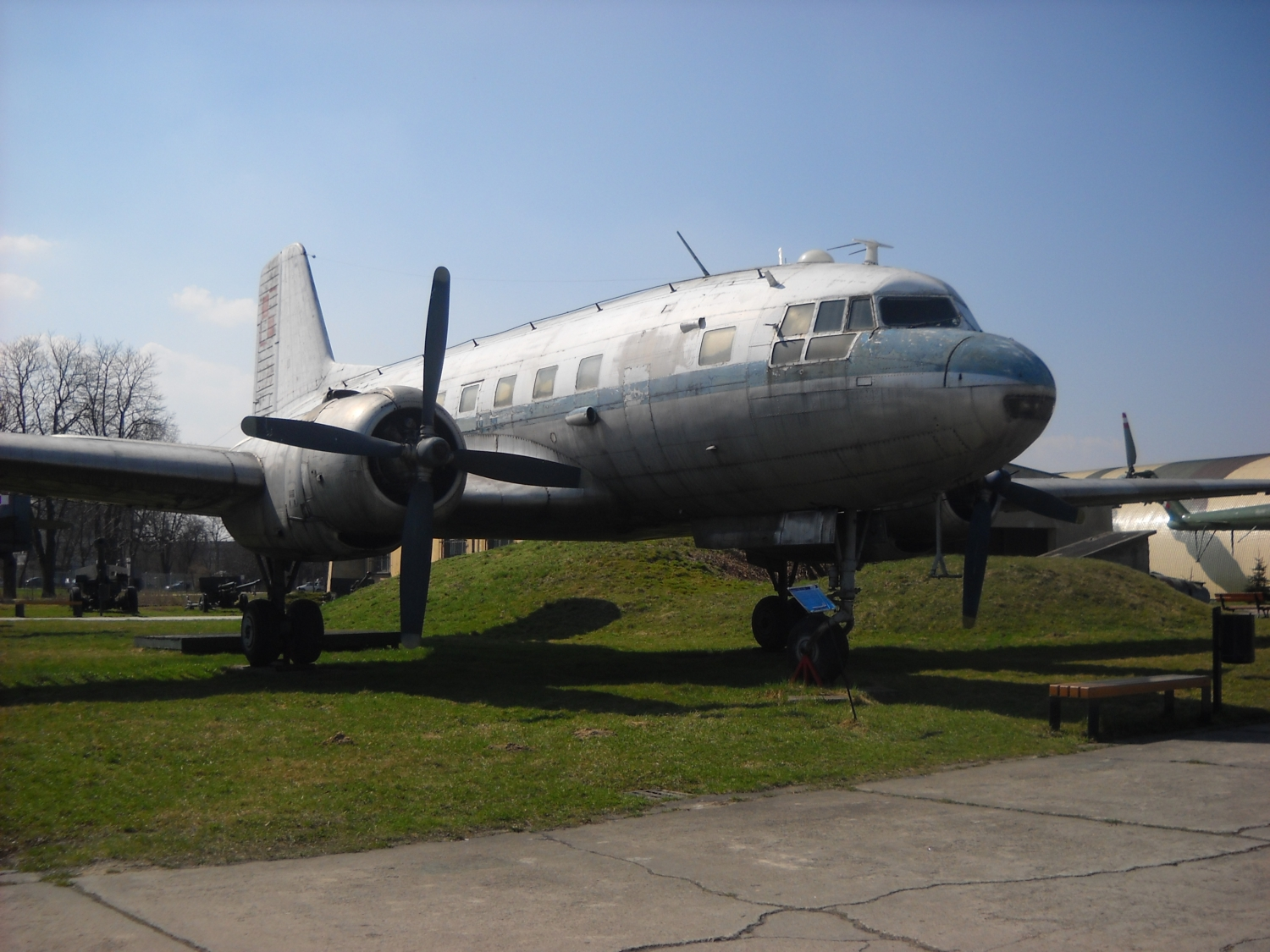
Ił-14
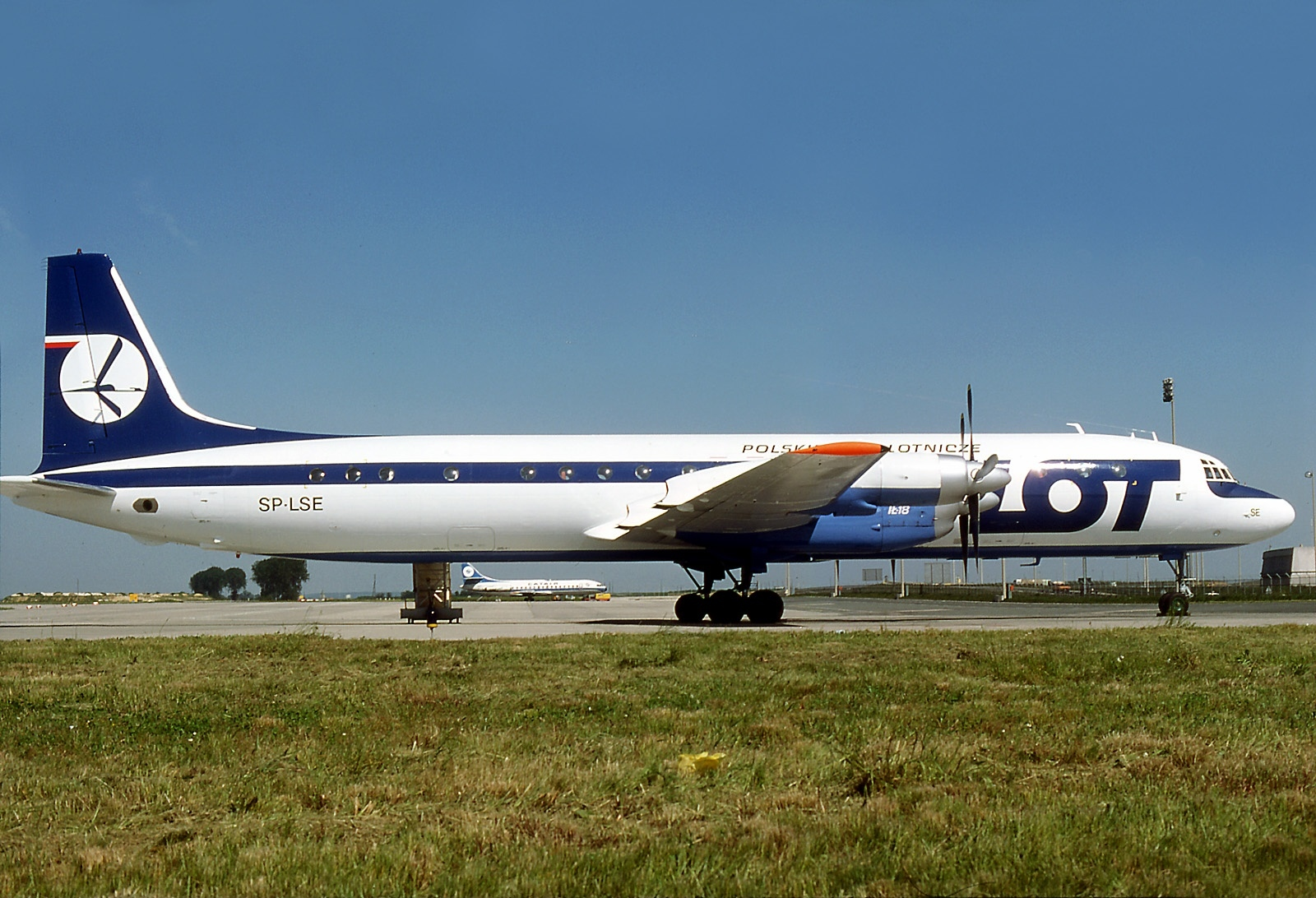
Ił-18
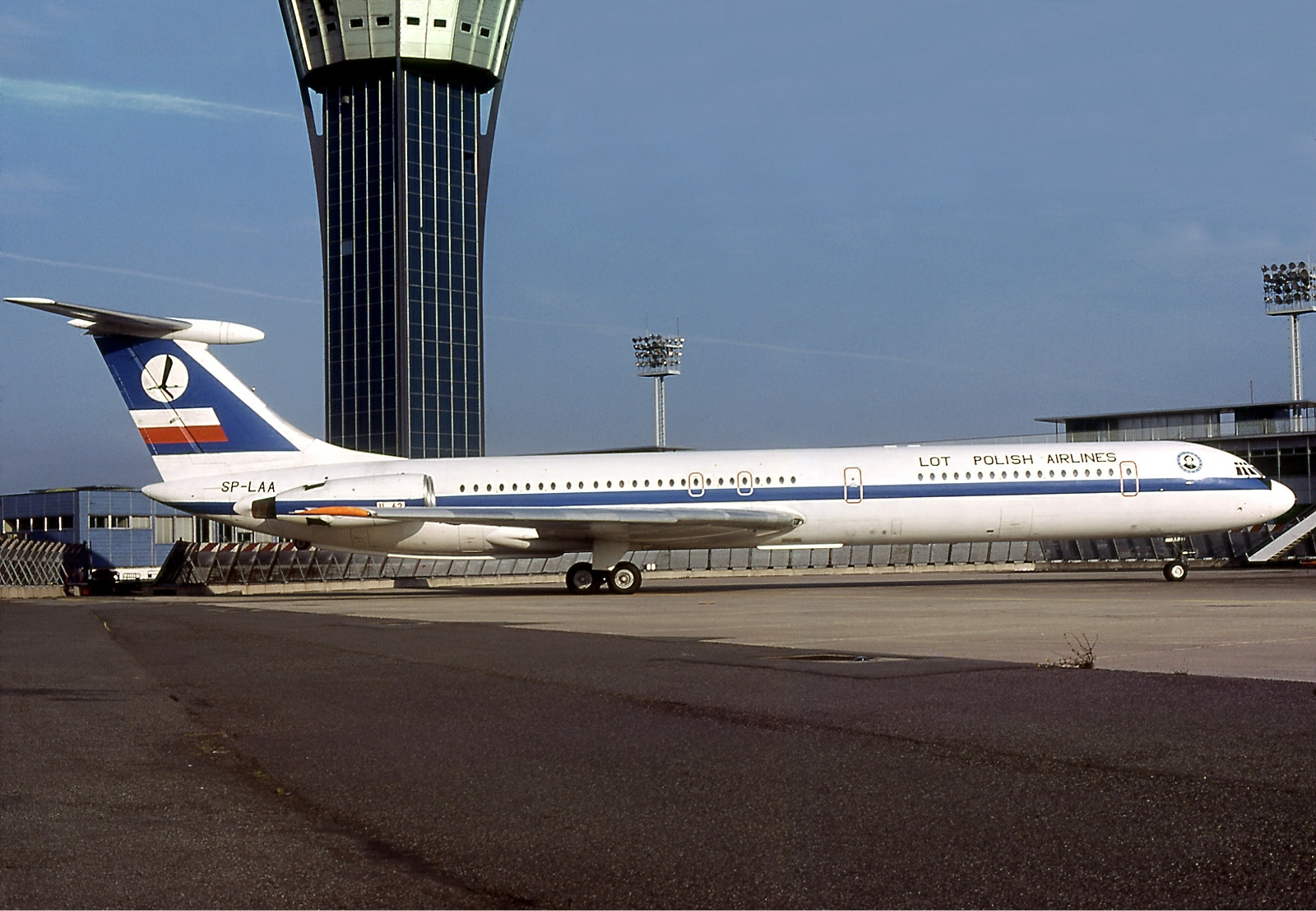
Ił-62
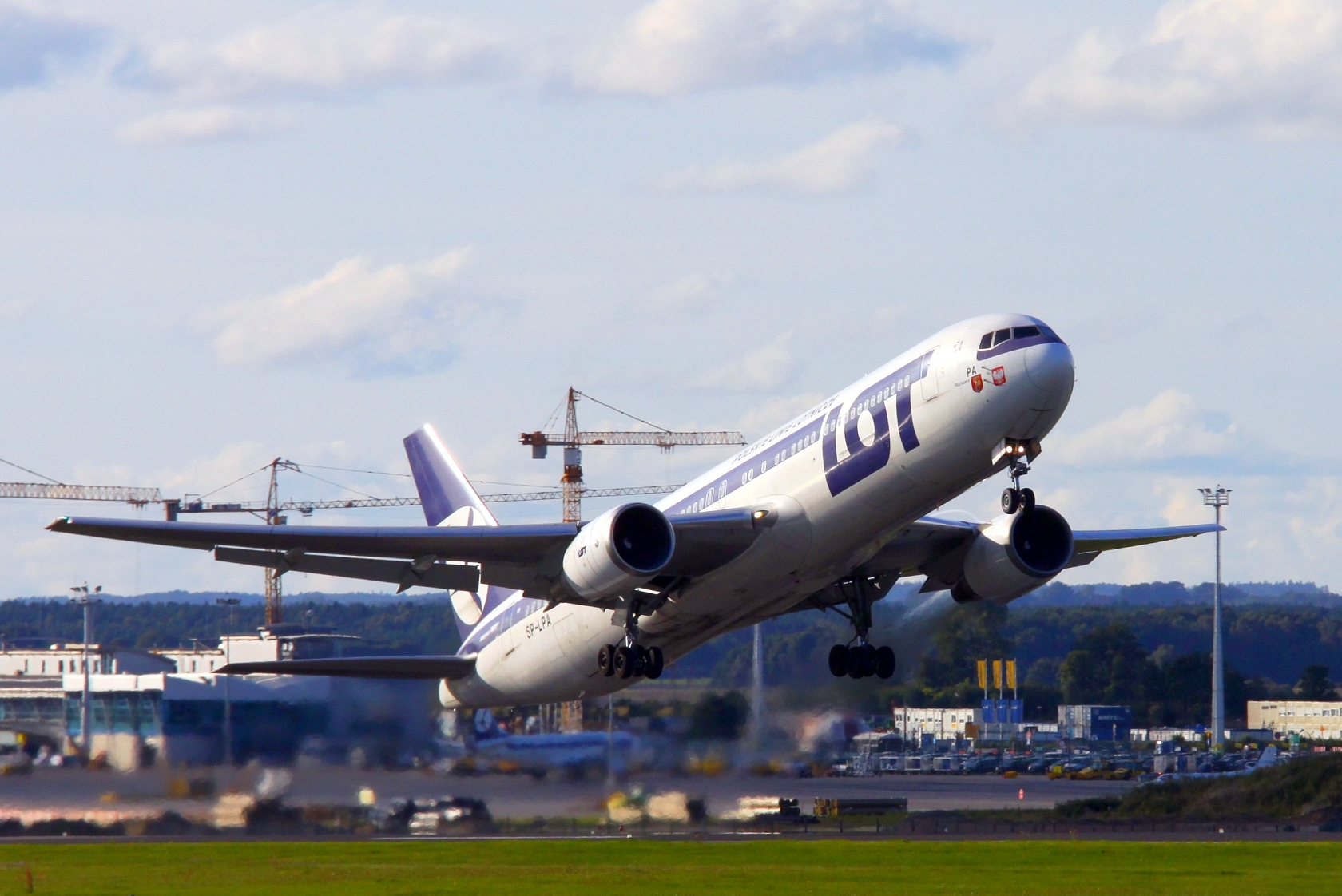
Boeing 767

17 maja 1972, będąc drugim pilotem (pierwszym oficerem) samolotu Ił-62 „Mikołaj Kopernik” w załodze kapitana Damiana Żuchowskiego, otwierał regularne transatlantyckie połączenie lotnicze PLL LOT z Warszawy do Chicago. W kolejnym roku, 16 kwietnia 1973, również w składzie  tej załogi, otworzył rozkładowe połączenie „Lot”-u pomiędzy Warszawą i Nowym Jorkiem. Dziesięć lat później, 23 czerwca 1983 kapitan Tomasz Smolicz przewoził samolotem Ił-62M (rejestracja SP-LBE) z Krakowa do Rzymu papieża Jana Pawła II po zakończeniu jego drugiej oficjalnej wizyty w Polsce.
W 1985 na Politechnice Warszawskiej na Wydziale Mechanicznym Energetyki i Lotnictwa uzyskał stopień naukowy doktora po przygotowaniu pracy Wpływ procesów decyzyjnych pilota na sterowanie samolotem komunikacyjnym podczas końcowej fazy zbliżania do lądowania. W ramach wdrażania systemów Obiektywnej Kontroli Lotu w 1988 był współtwórcą TTM – systemu z wymiennymi kasetami do rejestracji parametrów lotu dla samolotów Boeing 767.
Jako pierwszy z pilotów pracujących w PLL „Lot” wypowiedział do pasażerów słowa: „Tu mówi wasz kapitan”.
Kapitan Smolicz pilotował Iła-62M w rejsie 11 marca 1990 roku do Ameryki, w którym z powodu nadmiernej amplitudy drgań wału jednego z silników, podjął decyzję o jego wyłączeniu. Procedura ta zapewne zapobiegła kolejnej tragedii, które były udziałem tego typu samolotu (m.in. katastrofa lotu „Kopernika” oraz katastrofa lotu „Kościuszki”). Lot powrotny do Europy odbył się jako lot techniczny, bez udziału pasażerów i z wykorzystaniem trzech silników.
Wykładał na Politechnice Rzeszowskiej i w Wyższej Szkole Oficerskiej Sił Powietrznych w Dęblinie oraz prowadził szkolenia w innych instytucjach.
Uczestniczył oraz przedstawiał swoje prace na konferencjach ICAO, IATA „Safety Foundation”, w dziedzinie Czynnika Ludzkiego (ang. Human Factor). Był specjalistą do spraw Crew Resource Management (CRM).
Dla mediów komentował wydarzenia lotnicze, m.in. w Polskim Radiu, tygodniku Przekrój, portalu Wirtualna Polska, portalu Interia, portalu Polityka, dwutygodniku Viva!. Wypowiedzi kapitana Tomasza Smolicza cytowały Polska Agencja Prasowa i Informacyjna Agencja Radiowa. Wystąpił w dwóch odcinkach telewizyjnego Czarnego serialu (2000), w reżyserii Tomasza Orlicza, omawiając katastrofy lotnicze: „Kopernika” oraz „Kościuszki”. Interesował się historią lotnictwa, pisał artykuły historyczne.

## Życie prywatne
Jeździł na nartach i był instruktorem narciarstwa. Pływał przez dziesięć lat w sekcji pływackiej klubu Sparta Warszawa. Porozumiewał się płynnie w języku angielskim. Tworzył poezje. Córka Tomasza Smolicza, Monika, jest byłą modelką i właścicielką agencji modelek i modeli Rebel Models w Warszawie.
Latał rekreacyjnie w tzw. małym lotnictwie. Był obecny i przemawiał jako świadek historii na uroczystościach upamiętniających katastrofy lotnicze.
Informacje o śmierci pilota przekazały redakcje mediów branży lotniczej (Przegląd Lotniczy Aviation Revue, portal dlapilota.pl), pracodawcy (Ośrodek Kształcenia Lotniczego Politechniki Rzeszowskiej, PLL „Lot”) i media popularne (se.pl).
Redakcja Przeglądu Lotniczego napisała na stronie internetowej i w mediach społecznościowych: „Lubiany w środowisku, niekłamany autorytet, kopalnia wiedzy lotniczej”.
Powązki Wojskowe, gdzie znajduje się grób rodzinny (kwatera B, rząd 14, grób 16), były miejscem uroczystości pożegnalnej w dniu 30 listopada 2022 roku.

## Twórczość
- Tomasz Smolicz: Lima, Oskar... Opowiadania lotnicze. Kraków-Wrocław: Wydawnictwo Literackie, 1985. ISBN 83-08-01407-0. Brak numerów stron w książce[51]
- Tomasz Smolicz: Lima... ...Oscar... ...Tango : opowiadania nie tylko lotnicze : Marzenia piękne... Pragnienia naiwne. nakład własny autora, 2013, s. 202. (pol.).
- Tomasz Smolicz: Zasady lotu. Warszawa: Stowarzyszenie Inżynierów i Techników Komunikacji Zarząd Główny, Polskie Linie Lotnicze Lot Wydział Szkolenia, 1980. Brak numerów stron w książce[52]
- Tomasz Smolicz: Wybrane zagadnienia psychologii inżynierskiej, Konspekt wykładów. Warszawa: PLL LOT, 1982. Brak numerów stron w książce
- Morawski J.M., Smolicz T.: Uskok wiatru – działanie na samolot, środki zmniejszające zagrożenie. Technika Lotnicza i Astronautyczna, 1982, Część I – Nr I, str. 5–6, Część II – Nr 2, str. 5–8[53]
- 'Pilot Error' as Information Problem w: International Symposium on Aviation Psychology, 6th, Columbus, OH, Apr. 29-May 2, 1991, Proceedings. Vol. 2. Ohio State University, 1991, p. 1038–1043[54].
- Czynnik ludzki w operacjach lotniczych. Człowiek, możliwości i ograniczenia – uwarunkowania psychofizjologiczne, Ryszard Makarowski, Tomasz Smolicz, Kosowizna: Adriana Aviation, 2012, ISBN 978-83-935911-0-7. Brak numerów stron w książce
- Psychologia lotnicza dla pilotów. Warszawa: Polskie Linie Lotnicze „Lot” S.A.. Brak numerów stron w książce[55]
- Czynnik ludzki w procesie szkolenia lotniczego, Ryszard Makarowski, Tomasz Smolicz, Dęblin: Wydawnictwo Wyższej Szkoły Oficerskiej Sił Powietrznych, 2016, ISBN 978-83-64636-34-9. Brak numerów stron w książce
- Czynnik ludzki w lotnictwie : podręcznik pilota, Tomasz Smolicz, Piotr Makarowski, Ryszard Makarowski, Gdańsk: Wydawnictwo AKAM, 2020, ISBN 978-83-945334-5-8. Brak numerów stron w książce
- Tomasz Smolicz, „Wicehrabia” w PLL LOT, [w:] Przegląd Lotniczy, Warszawa, marzec 2022, s. 32–37.[56]